# Підводні човни типу «Ромоло»
| Підводні човни типу «Ромоло»                                                    | Підводні човни типу «Ромоло»                           | Підводні човни типу «Ромоло»                           |
| ------------------------------------------------------------------------------- | ------------------------------------------------------ | ------------------------------------------------------ |
| Classe R                                                                        |                                                        |                                                        |
|                                                                                 |                                                        |                                                        |
| Схематичне зображення італійського транспортного підводного човна типу «Ромоло» |                                                        |                                                        |
| Під прапором                                                                    | Королівство Італія                                     | Королівство Італія                                     |
| Належність                                                                      | Королівські військово-морські сили Італії              | Королівські військово-морські сили Італії              |
| Замовлення                                                                      | 12                                                     | 12                                                     |
| Закладений                                                                      | 2                                                      | 2                                                      |
| Спуск на воду                                                                   | 2                                                      | 2                                                      |
| Введений до складу флоту                                                        | 2                                                      | 2                                                      |
| На службі                                                                       | 1943                                                   | 1943                                                   |
| Бойовий досвід                                                                  | Друга світова війна Битва на Середземному морі         | Друга світова війна Битва на Середземному морі         |
| Проєкт                                                                          |                                                        |                                                        |
| Головний конструктор                                                            | В. Кавалліні                                           | В. Кавалліні                                           |
| Основні характеристики                                                          |                                                        |                                                        |
| Швидкість (надводна)                                                            | 14 вузлів (26 км/год)                                  | 14 вузлів (26 км/год)                                  |
| Швидкість (підводна)                                                            | 6,5 вузлів (12 км/год)                                 | 6,5 вузлів (12 км/год)                                 |
| Гранична глибина занурення                                                      | 80 м                                                   | 80 м                                                   |
| Розміри                                                                         |                                                        |                                                        |
| Довжина найбільша (по КВЛ)                                                      | 86,5 м                                                 | 86,5 м                                                 |
| Ширина корпусу найб.                                                            | 7,86 м                                                 | 7,86 м                                                 |
| Середня осадка (по КВЛ)                                                         | 5,34 м                                                 | 5,34 м                                                 |
| Водотоннажність надводна                                                        | 2 155 тонн                                             | 2 155 тонн                                             |
| Водотоннажність підводна                                                        | 2 560 тонн                                             | 2 560 тонн                                             |
| Силова установка                                                                |                                                        |                                                        |
| Дизель-електрична: 2 × дизельних двигуни Tosi 2 × електродвигуни Marelli        |                                                        |                                                        |
| Гвинти                                                                          | 2                                                      | 2                                                      |
| Потужність                                                                      | 2 × 1300 к. с. (дизелі) 2 × 450 к. с. (електродвигуни) | 2 × 1300 к. с. (дизелі) 2 × 450 к. с. (електродвигуни) |
| Озброєння                                                                       |                                                        |                                                        |
| Торпедно- мінне озброєння                                                       | 2 × 450-мм торпедні апарати                            | 2 × 450-мм торпедні апарати                            |
| ППО                                                                             | 3 × 20-мм автоматичні гармати Breda 20/65 Mod. 1935    | 3 × 20-мм автоматичні гармати Breda 20/65 Mod. 1935    |

Підводні човни типу «Ромоло» (італ. Classe Romolo), також підводні човни типу «R» (італ. Classe R) — серія італійських транспортних підводних човнів, побудованих італійськими суднобудівельними компаніями для Королівських ВМС Італії у 1940-х роках. Всього планувалося побудувати 12 підводних човнів цього типу, але в експлуатацію було введено лишень 2. Обидва отримали назву на честь Ромула і Рема.
Підводні човни будувалися як підводні транспорти — проривачі блокади для перевезення вантажів надзвичайної цінності з Європи до Японії та у зворотному напрямку. Окупованій країнами Осі Європі не вистачало стратегічних матеріалів, таких як вольфрам, олово та деякі товари, такі як каучук.

## Історія
У 1941 році Королівські військово-морські сили Італії в контексті підтримки своїх наземних військ, що билися в Північній Африці, здійснили транспортування важливих матеріалів, майна та боєприпасів, використовуючи для цього деякі зі своїх великих океанських підводних човнів або підводних мінних загороджувачів. Ці перероблені субмарини могли перевозити від 50 до 150 тонн матеріалів, залежно від типу, загальних характеристик та наявного простору, і забезпечували більш безпечну подорож до місця призначення, ніж надводні транспортні судна. Цей ранній досвід привів до ідеї створення нових підводних човнів, спеціально розроблених для виконання транспортних завдань.
У 1942 році брак у Європі стратегічних матеріалів, таких як натуральний каучук, олово та цинк, змусив німців та італійців організувати таємні підводні транспортні місії на Далекий Схід, щоб отримувати ці матеріали у японців. Підводними човнами, обраними для цього завдання, стали вцілілі італійські субмарині, що базувалися на базі BETASOM у французькому місті Бордо. Їхній вік і зношеність означали, що вони більше не могли виконувати бойові завдання, тому вони пройшли кілька модифікацій для збільшення вантажопідйомності до максимальних 200 тонн на одиницю.
Але потреби країн Осі перевищували вантажопідйомність задіяних підводних човнів BETASOM, тому Італія замовила будівництво 2 нових великих підводних човнів типу «R». Ці субмарини були закладені влітку 1942 року на верфі в Таранто і отримали назви «Ромоло» та «Рем». Німці були дуже зацікавлені в цих нових транспортних засобах і надали італійцям матеріали для закладки ще 10 одиниць на початку 1943 року.

### Конструкція
Підводні човни типу «R» були найбільшими підводними одиницями, коли-небудь побудованими для італійського флоту, довжиною 87 метрів і водотоннажністю 2 600 тонн у підводному стані і 2 200 тонн у надводному. Вони не мали торпедних апаратів, а їхнє озброєння складалося лише з трьох автоматичних зенітних гармат.
Для транспортування матеріалів тип «R» був обладнаний чотирма водонепроникними вантажними трюмами, двома в носовій частині і двома у кормовій, загальним об'ємом 610 кубічних метрів, що дозволяло перевозити до 600 тонн матеріалів. Їх вантажопідйомність втричі перевищувала вантажопідйомність найбільших «конвертованих» підводних човнів і вдвічі — вантаж, який можна було завантажити на німецькі підводні човни типу XB.
Лише перші дві екземпляри човнів цього типу були завершені; в березні 1943 року вони були спущені на воду і стали до строю в червні після поспішних приготувань і навчання екіпажу. Влітку 1943 року ситуація для країн Осі стала жахливою, і Італія зіткнулася з неминучою загрозою вторгнення союзників. Італійський флот прагнув використати «Ромоло» та «Рем» для транспортування стратегічних мінералів, таких як мідь і свинець, з Сардинії (де були розташовані шахти) на материкову Італію. Зростаюче повітряне і військово-морське домінування союзників над Середземним морем привело керівництво італійських ВМС до думки, що лише транспортні підводні човни типу «Ромоло» зможуть реалізувати це завдання. Це стало причиною того, що італійці відхилили запит Крігсмаріне на розгортання «Ромоло» і «Рема» в Атлантичному океані для походів на Далекий Схід. Крім того, перетин Гібралтарської протоки став набагато небезпечнішим, і два великих підводних човни навряд чи пройшли б його непоміченими.
15 липня 1943 року «Ромоло» і «Рем» вирушили з Таранто на свою першу і останню місію. Вони мали дістатися Неаполя, а потім Сардинії, щоб завантажити мінерали та матеріали, необхідні для промисловості на півночі. Через кілька годин після відплиття «Ремо» був помічений британським підводним човном «Юнайтед» і торпедований. Підводний човен пішов на дно разом з 55 членами екіпажу, і лише 4 з них пощастило вижили. «Ромоло» продовжив свій шлях, але 18 липня радіоконтакт з ним було втрачено, не залишивши жодних слідів підводного човна, який згодом було оголошено загиблим.
Після війни з архівів союзників стало відомо, що підводний човен зазнав атаки британського літака, який влучив у «Ромоло» бомбою. Однак, отримані пошкодження не потопили підводний човен, який змінив курс і продовжував плавати ще кілька годин, за ним здалеку спостерігав британський літак, перш ніж втратив контакт. Найбільш вірогідним поясненням є те, що «Ромоло» затонув через внутрішній вибух, прямо чи опосередковано спричинений пошкодженнями від бомби; вцілілих не було.

### Список підводних човнів типу «Ромоло»
| Човен    | Верф                                     | Закладка       | Спущений        | Введений до строю | Виведений | Статус                                                                    |
| -------- | ---------------------------------------- | -------------- | --------------- | ----------------- | --------- | ------------------------------------------------------------------------- |
| «Рем»    | Cantieri navali Tosi di Taranto, Таранто | 5 вересня 1942 | 28 березня 1943 | 19 червня 1943    | 1943      | 15 липня 1943 року потоплений британським ПЧ «Юнайтед»                    |
| «Ромоло» | Cantieri navali Tosi di Taranto, Таранто | 21 липня 1942  | 21 березня 1943 | 19 червня 1943    | 1943      | Ймовірно 18 липня 1943 року потоплений авіацією союзників поблизу Аугусти |